# Jamie Murray
Pour les articles homonymes, voir James Murray et Murray.
Jamie Robert Murray, né le 13 février 1986 à Dunblane, est un joueur de tennis professionnel écossais ayant atteint la place de numéro 1 en double.
Jamie Murray est le grand frère d'Andy Murray, qui a occupé la place de numéro 1 mondial en simple. Sa mère Judy Murray est capitaine de l'Équipe de Grande-Bretagne de Fed Cup. Il se concentre essentiellement sur sa carrière de joueur de double. Gaucher, il est surnommé Stretch du fait de ses longs bras et parce qu'il s'étend toujours pour atteindre la balle.
Il a remporté 34 titres ATP en double dont l'Open d'Australie et l'US Open en 2016 avec Bruno Soares. Il joue avec l'équipe de Grande-Bretagne de Coupe Davis et remporte la Coupe Davis 2015. Il remporte également 5 titres du Grand Chelem en double mixte.

## Carrière
En juillet 2006, Jamie et Eric Butorac atteignent la finale du tournoi de Los Angeles, s'inclinant devant les numéros un mondiaux de la discipline : les frères Bryan. En septembre, associé à son frère Andy, il atteint la finale du tournoi de Bangkok qu'il perd face à la paire composée d'Andy Ram et de Jonathan Erlich sur le score de 2-6, 6-2, 4-10.
C'est au début du mois de février que Booty et Stretch remportent leur premier titre ATP en double lors du tournoi de San José. Ils enchaînent la semaine suivante avec un nouveau titre décroché cette fois à Memphis.
Le 20 mars 2007, Jamie est choisi pour participer à la Coupe Davis opposant le Royaume-Uni aux Pays-Bas. Jamie et Greg Rusedski s'imposent ainsi face à Robin Haase et Rogier Wassen 6-1, 3-6, 6-3, 7-65.
En juin 2007, au tournoi de Wimbledon, Jamie participe aux épreuves du double et du double mixte. Associé à Eric Butorac, il atteint le 3e tour et remporte le titre en double mixte avec sa partenaire serbe Jelena Janković. À cause des nombreuses interruptions liées à la pluie, Jamie et Jelena sont forcés de disputer leurs matchs de quart et de demi-finale le même jour, ce qui ne les empêche pas d'être victorieux. En finale, ils s'imposent face à la paire formée par le vétéran Jonas Björkman et l'Australienne Alicia Molik sur le score de 6-4, 3-6, 6-1, faisant ainsi de Jamie le premier joueur britannique à remporter un titre à Wimbledon en 20 ans.
En 2015, il permet à l'équipe de Grande-Bretagne de Coupe Davis de remporter la Coupe Davis pour la première fois depuis 1936, en jouant le double avec son frère Andy Murray.
En 2016, il s'associe avec le Brésilien Bruno Soares. Après un titre au tournoi de Sydney, il remporte son premier tournoi du Grand Chelem en double messieurs à l'Open d'Australie puis son second à l'US Open. Soares et lui terminent l'année en tête du classement par équipes.

## Palmarès

### En double messieurs
| 34 titres en double | 2 G. Chelem | 2 G. Chelem | 2 G. Chelem | 2 G. Chelem | 0 Masters  | 0 Masters  | 0 Masters   | 0 Masters   | 1 Masters 1000 | 1 Masters 1000 | 1 Masters 1000 | 1 Masters 1000 | 9 ATP 500          | 9 ATP 500          | 9 ATP 500          | 9 ATP 500          | 22 ATP 250         | 22 ATP 250         | 22 ATP 250     | 22 ATP 250     | 0 JO           | 0 JO           | 0 JO           | 0 JO           |
| 34 titres en double | 25 sur dur  | 25 sur dur  | 25 sur dur  | 25 sur dur  | 25 sur dur | 25 sur dur | 3 sur gazon | 3 sur gazon | 3 sur gazon    | 3 sur gazon    | 3 sur gazon    | 3 sur gazon    | 6 sur terre battue | 6 sur terre battue | 6 sur terre battue | 6 sur terre battue | 6 sur terre battue | 6 sur terre battue | 0 sur moquette | 0 sur moquette | 0 sur moquette | 0 sur moquette | 0 sur moquette | 0 sur moquette |

## Parcours dans les tournois duGrand Chelem

### En simple
N'a jamais participé à un tableau final.

### En double messieurs
| Année | Open d'Australie                                                                           | Open d'Australie                                                                      | Internationaux de France                                                               | Internationaux de France                                                                | Wimbledon                                                                          | Wimbledon              | US Open | US Open |
| ----- | ------------------------------------------------------------------------------------------ | ------------------------------------------------------------------------------------- | -------------------------------------------------------------------------------------- | --------------------------------------------------------------------------------------- | ---------------------------------------------------------------------------------- | ---------------------- | ------- | ------- |
| 2006  | —                                                                                          | —                                                                                     | —                                                                                      | —                                                                                       | 1er tour (1/32) C. Fleming \|\| style="text-align:left;" \| Z. Fleishman R. Smeets | —                      | —       |         |
| 2007  | 1er tour (1/32) Be. Becker \|\| style="text-align:left;" \| J. Benneteau N. Mahut          | 1er tour (1/32) Eric Butorac \|\| style="text-align:left;" \| T. Cibulec Jordan Kerr  | 1/8 de finale Eric Butorac \|\| style="text-align:left;" \| Lukáš Dlouhý Pavel Vízner  | 2e tour (1/16) Eric Butorac \|\| style="text-align:left;" \| Amer Delić J. Gimelstob    |                                                                                    |                        |         |         |
| 2008  | 1er tour (1/32) Max Mirnyi \|\| style="text-align:left;" \| É. Roger-Vasselin Gilles Simon | 1er tour (1/32) Max Mirnyi \|\| style="text-align:left;" \| R. De Voest Robin Haase   | 1/8 de finale Max Mirnyi \|\| style="text-align:left;" \| D. Nestor N. Zimonjić        | 1er tour (1/32) Max Mirnyi \|\| style="text-align:left;" \| M. Mertiňák Lovro Zovko     |                                                                                    |                        |         |         |
| 2009  | 1er tour (1/32) Eric Butorac \|\| style="text-align:left;" \| N. Lapentti T. Robredo       | 1er tour (1/32) Pavel Vízner \|\| style="text-align:left;" \| Leoš Friedl David Škoch | 1er tour (1/32) J. Erlich \|\| style="text-align:left;" \| Łukasz Kubot O. Marach      | —                                                                                       | —                                                                                  |                        |         |         |
| 2010  | —                                                                                          | —                                                                                     | 1er tour (1/32) J. Marray \|\| style="text-align:left;" \| Simon Greul Peter Luczak    | 1er tour (1/32) J. Marray \|\| style="text-align:left;" \| D. Nestor N. Zimonjić        | —                                                                                  | —                      |         |         |
| 2011  | 2e tour (1/16) X. Malisse \|\| style="text-align:left;" \| Björn Phau J. Tipsarević        | 2e tour (1/16) C. Guccione \|\| style="text-align:left;" \| Bob Bryan Mike Bryan      | 2e tour (1/16) S. Stakhovsky \|\| style="text-align:left;" \| M. Granollers T. Robredo | 1er tour (1/32) S. González \|\| style="text-align:left;" \| J. Melzer P. Petzschner    |                                                                                    |                        |         |         |
| 2012  | 1er tour (1/32) P. Hanley \|\| style="text-align:left;" \| J. Knowle M. Kohlmann           | 1er tour (1/32) C. Ball \|\| style="text-align:left;" \| Lu Y-h. Go Soeda             | 2e tour (1/16) E. Butorac \|\| style="text-align:left;" \| A. Clément M. Llodra        | 1er tour (1/32) A. Sá \|\| style="text-align:left;" \| A. Peya B. Soares                |                                                                                    |                        |         |         |
| 2013  | 1er tour (1/32) C. Fleming \|\| style="text-align:left;" \| M. Kohlmann J. Nieminen        | 2e tour (1/16) J. Peers \|\| style="text-align:left;" \| J. S. Cabal Robert Farah     | 1er tour (1/32) J. Peers \|\| style="text-align:left;" \| J. Blake J. Melzer           | 1/4 de finale J. Peers \|\| style="text-align:left;" \| A. Peya B. Soares               |                                                                                    |                        |         |         |
| 2014  | 2e tour (1/16) J. Peers \|\| style="text-align:left;" \| Eric Butorac R. Klaasen           | 1/8 de finale J. Peers \|\| style="text-align:left;" \| Bob Bryan Mike Bryan          | 1/8 de finale J. Peers \|\| style="text-align:left;" \| A. Peya Bruno Soares           | 1er tour (1/32) J. Peers \|\| style="text-align:left;" \| Scott Lipsky Rajeev Ram       |                                                                                    |                        |         |         |
| 2015  | 1/8 de finale J. Peers \|\| style="text-align:left;" \| Ivan Dodig M. Melo                 | 1/8 de finale J. Peers \|\| style="text-align:left;" \| M. Matkowski N. Zimonjić      | Finale J. Peers                                                                        | J.-J. Rojer Horia Tecău                                                                 | Finale J. Peers                                                                    | P.-H. Herbert N. Mahut |         |         |
| 2016  | Victoire B. Soares                                                                         | D. Nestor R. Štěpánek                                                                 | 1/8 de finale B. Soares \|\| style="text-align:left;" \| M. Matkowski L. Paes          | 1/4 de finale B. Soares \|\| style="text-align:left;" \| J. Benneteau É. Roger-Vasselin | Victoire B. Soares                                                                 | P. Carreño G. García   |         |         |
| 2017  | 1er tour (1/32) B. Soares \|\| style="text-align:left;" \| S. Querrey D. Young             | 1/4 de finale B. Soares \|\| style="text-align:left;" \| S. González D. Young         | 2e tour (1/16) B. Soares \|\| style="text-align:left;" \| S. Groth R. Lindstedt        | 1/4 de finale B. Soares \|\| style="text-align:left;" \| J.-J. Rojer H. Tecău           |                                                                                    |                        |         |         |
| 2018  | 2e tour (1/16) B. Soares \|\| style="text-align:left;" \| L. Paes P. Raja                  | 2e tour (1/16) B. Soares \|\| style="text-align:left;" \| M. González N. Jarry        | 1/4 de finale B. Soares \|\| style="text-align:left;" \| R. Klaasen M. Venus           | 1/4 de finale B. Soares \|\| style="text-align:left;" \| R. Albot M. Jaziri             |                                                                                    |                        |         |         |
| 2019  | 1/4 de finale B. Soares \|\| style="text-align:left;" \| H. Kontinen J. Peers              | 1er tour (1/32) B. Soares \|\| style="text-align:left;" \| M. Berrettini L. Sonego    | 1er tour (1/32) N. Skupski \|\| style="text-align:left;" \| I. Dodig F. Polášek        | 1/2 finale N. Skupski \|\| style="text-align:left;" \| J. S. Cabal R. Farah             |                                                                                    |                        |         |         |
| 2020  | 2e tour (1/16) N. Skupski \|\| style="text-align:left;" \| S. Johnson S. Querrey           | 1/4 de finale N. Skupski \|\| style="text-align:left;" \| K. Krawietz A. Mies         | Annulé                                                                                 | Annulé                                                                                  | 1/4 de finale N. Skupski \|\| style="text-align:left;" \| M. Pavić B. Soares       |                        |         |         |
| 2021  | 1/2 finale B. Soares \|\| style="text-align:left;" \| R. Ram J. Salisbury                  | 2e tour (1/16) B. Soares \|\| style="text-align:left;" \| O. Marach A. Qureshi        | 2e tour (1/16) B. Soares \|\| style="text-align:left;" \| A. Golubev R. Haase          | Finale B. Soares                                                                        | R. Ram J. Salisbury                                                                |                        |         |         |
| 2022  | 1/8 de finale B. Soares \|\| style="text-align:left;" \| S. Bolelli F. Fognini             | 2e tour (1/16) B. Soares \|\| style="text-align:left;" \| M. McDonald Tommy Paul      | 1/8 de finale B. Soares \|\| style="text-align:left;" \| John Peers Filip Polášek      | 2e tour (1/16) B. Soares \|\| style="text-align:left;" \| Hugo Nys J. Zieliński         |                                                                                    |                        |         |         |
| 2023  | 2e tour (1/16) M. Venus \|\| style="text-align:left;" \| T. Brkić G. Escobar               | 1/8 de finale M. Venus \|\| style="text-align:left;" \| M. Arévalo J.-J. Rojer        | 1/4 de finale M. Venus \|\| style="text-align:left;" \| K. Krawietz Tim Pütz           | 2e tour (1/16) M. Venus \|\| style="text-align:left;" \| P.-H. Herbert N. Mahut         |                                                                                    |                        |         |         |
| 2024  | 1er tour (1/32) M. Venus \|\| style="text-align:left;" \| Ariel Behar A. Pavlásek          | 2e tour (1/16) M. Venus \|\| style="text-align:left;" \| G. Barrère L. Pouille        | 1er tour (1/32) A. Murray \|\| style="text-align:left;" \| R. Hijikata John Peers      | 1er tour (1/32) J. Peers \|\| style="text-align:left;" \| A. Göransson S. Verbeek       |                                                                                    |                        |         |         |

N.B. : le nom du partenaire se trouve sous le résultat ; le nom des ultimes adversaires se trouve à droite.

### En double mixte
| Année | Open d'Australie                                                                     | Open d'Australie                                                                          | Internationaux de France                                                         | Internationaux de France                                                              | Wimbledon                                                                             | Wimbledon                                                                          | US Open                       | US Open                     |
| ----- | ------------------------------------------------------------------------------------ | ----------------------------------------------------------------------------------------- | -------------------------------------------------------------------------------- | ------------------------------------------------------------------------------------- | ------------------------------------------------------------------------------------- | ---------------------------------------------------------------------------------- | ----------------------------- | --------------------------- |
| 2007  | —                                                                                    | —                                                                                         | —                                                                                | —                                                                                     | Victoire J. Janković                                                                  | Alicia Molik Jonas Björkman                                                        | 1/2 finale Liezel Huber       | M. Shaughnessy Leander Paes |
| 2008  | —                                                                                    | —                                                                                         | —                                                                                | —                                                                                     | 1/2 finale Liezel Huber                                                               | S. Stosur Bob Bryan                                                                | Finale Liezel Huber           | Cara Black Leander Paes     |
| 2009  | —                                                                                    | —                                                                                         | —                                                                                | —                                                                                     | 1/2 finale Liezel Huber                                                               | A.-L. Grönefeld Mark Knowles                                                       | —                             | —                           |
| 2010  | —                                                                                    | —                                                                                         | —                                                                                | —                                                                                     | 1er tour (1/32) Laura Robson                                                          | V. Zvonareva André Sá                                                              | —                             | —                           |
| 2011  | —                                                                                    | —                                                                                         | 1/2 finale Nadia Petrova                                                         | K. Srebotnik N. Zimonjić                                                              | 2e tour (1/16) J. Gajdošová                                                           | Rohan Bopanna Sania Mirza                                                          | 1er tour (1/16) Nadia Petrova | Elena Vesnina Leander Paes  |
| 2012  | 1er tour (1/16) Peng Shuai                                                           | Abigail Spears M. Fyrstenberg                                                             | —                                                                                | —                                                                                     | —                                                                                     | —                                                                                  | —                             | —                           |
| 2013  | —                                                                                    | —                                                                                         | —                                                                                | —                                                                                     | 1er tour (1/32) Hsieh S.-w.                                                           | J.-J. Rojer V. Dushevina                                                           | —                             | —                           |
| 2014  | 1er tour (1/16) C. Black                                                             | A. Medina B. Soares                                                                       | 1er tour (1/16) C. Dellacqua                                                     | Y. Shvedova B. Soares                                                                 | 1/4 de finale C. Dellacqua                                                            | Chan H.-c. M. Mirnyi                                                               | 2e tour (1/8) C. Dellacqua    | S. Mirza B. Soares          |
| 2015  | 2e tour (1/8) Chan H.-c.                                                             | A. Hlaváčková A. Peya                                                                     | 2e tour (1/8) E. Svitolina                                                       | B. Mattek-Sands M. Bryan                                                              | —                                                                                     | —                                                                                  | 2e tour (1/8) L. Raymond      | Y. Shvedova J.-S. Cabal     |
| 2016  | 1/4 de finale K. Srebotnik                                                           | E. Vesnina B. Soares                                                                      | 1/4 de finale Chan H.-c.                                                         | A. Hlaváčková É. Roger-Vasselin                                                       | —                                                                                     | —                                                                                  | —                             | —                           |
| 2017  | —                                                                                    | —                                                                                         | —                                                                                | —                                                                                     | Victoire M. Hingis                                                                    | H. Watson H. Kontinen                                                              | Victoire M. Hingis            | Chan H.-c. M. Venus         |
| 2018  | 2e tour (1/8) L. Chan \|\| style="text-align:left;" \| S. Sanders M. Polmans         | 1er tour (1/16) K. Siniaková \|\| style="text-align:left;" \| M.J. M.Sánchez M. Demoliner | Finale V. Azarenka                                                               | N. Melichar A. Peya                                                                   | Victoire B. Mattek-Sands                                                              | Alicja Rosolska Nikola Mektić                                                      |                               |                             |
| 2019  | 1/4 de finale B. Mattek-Sands \|\| style="text-align:left;" \| A. Sharma J.-P. Smith | —                                                                                         | —                                                                                | 2e tour (1/16) B. Mattek-Sands \|\| style="text-align:left;" \| G. Dabrowski M. Pavić | Victoire B. Mattek-Sands                                                              | Chan H.-c. M. Venus                                                                |                               |                             |
| 2020  | Finale B. Mattek-Sands                                                               | B. Krejčíková N. Mektić                                                                   | Annulé                                                                           | Annulé                                                                                | Annulé                                                                                | Annulé                                                                             | Annulé                        | Annulé                      |
| 2021  | 2e tour (1/8) B. Mattek-Sands \|\| style="text-align:left;" \| G. Dabrowski M. Pavić | 1er tour (1/8) B. Mattek-Sands \|\| style="text-align:left;" \| G. Olmos J. S. Cabal      | —                                                                                | —                                                                                     | 1er tour (1/16) B. Mattek-Sands \|\| style="text-align:left;" \| A. Klepač J. Vliegen |                                                                                    |                               |                             |
| 2022  | —                                                                                    | —                                                                                         | —                                                                                | —                                                                                     | 2e tour (1/8) V. Williams \|\| style="text-align:left;" \| A. Barnett J. O'Mara       | 1er tour (1/16) L. Siegemund \|\| style="text-align:left;" \| Ellen Perez M. Venus |                               |                             |
| 2023  | 1/4 de finale T. Townsend \|\| style="text-align:left;" \| D. Krawczyk N. Skupski    | 2e tour (1/8) T. Townsend \|\| Forfait                                                    | 2e tour (1/8) T. Townsend \|\| style="text-align:left;" \| M. Kostyuk M. Arévalo | 2e tour (1/8) B. Mattek-Sands \|\| style="text-align:left;" \| Pegula A. Krajicek     |                                                                                       |                                                                                    |                               |                             |
| 2024  | 2e tour (1/8) Y. Sizikova \|\| style="text-align:left;" \| G. Dabrowski N. Lammons   | —                                                                                         | —                                                                                | 1/4 de finale T. Townsend \|\| style="text-align:left;" \| Hsieh S.-w. J. Zieliński   | —                                                                                     | —                                                                                  |                               |                             |
| 2025  | 1er tour (1/16) B. Mattek-Sands \|\| style="text-align:left;" \| P. Hon A. Bolt      | —                                                                                         | —                                                                                | 1er tour (1/16) E. Appleton \|\| style="text-align:left;" \| M. Lumsden D. Stevenson  | —                                                                                     | —                                                                                  |                               |                             |

N.B. : le nom de la partenaire se trouve sous le résultat ; le nom des ultimes adversaires se trouve à droite.

## Participation auMasters

### En double
| Année | Ville   | Surface    | Partenaire   | Résultats | Résultat final    |
| ----- | ------- | ---------- | ------------ | --------- | ----------------- |
| 2015  | Londres | Dur indoor | John Peers   | 1v, 2d    | Éliminé en poules |
| 2016  | Londres | Dur indoor | Bruno Soares | 3v, 1d    | Demi-finaliste    |
| 2017  | Londres | Dur indoor | Bruno Soares | 2v, 2d    | Demi-finaliste    |
| 2018  | Londres | Dur indoor | Bruno Soares | 3v, 1d    | Demi-finaliste    |
| 2021  | Turin   | Dur indoor | Bruno Soares | 0v, 3d    | Éliminé en poules |

## Classements ATP en fin de saison
| Année          | 2003 | 2004 | 2005 | 2006 | 2007 | 2008 | 2009 | 2010 | 2011 | 2012 | 2013 | 2014 | 2015 | 2016 | 2017 | 2018 | 2019 | 2020 | 2021 | 2022 | 2023 |
| Rang en simple | –    | –    | 923  | 1098 | –    | –    | –    | –    | –    | –    | –    | –    | –    | –    | –    | –    | –    | –    | –    | –    | –    |
| Rang en double | 1197 | 937  | 288  | 77   | 32   | 28   | 105  | 57   | 35   | 77   | 30   | 42   | 7    | 4    | 9    | 7    | 23   | 24   | 19   | 36   | 16   |

Source : (en) Classements de Jamie Murray sur le site officiel de la Fédération internationale de tennis